# Bompensiere
Bompensiere ist eine Gemeinde im Freien Gemeindekonsortium Caltanissetta in der Region Sizilien in Italien mit 478 Einwohnern (Stand 31. Dezember 2023).

## Lage und Daten
Bompensiere liegt 39 km westlich von Caltanissetta. Die Einwohner arbeiten hauptsächlich in der Landwirtschaft.
Die Nachbargemeinden sind Milena, Montedoro, Mussomeli, Racalmuto (AG) und Sutera.

## Geschichte
Bompensiere wurde 1631 von Ottavio Lanza e Barresi gegründet. Ab dem Jahr 1817 bis zum Jahr 1868 war es selbständig. Von 1868 bis 1911 gehörte der Ort zur Kommune Montedoro. Seit 1911 ist die Gemeinde wieder selbständig. Der Ort heißt im sizilianischen Sprachgebrauch Naduri.

## Sehenswürdigkeiten
Die Kirche SS. Crocifisso wurde im 17. Jahrhundert erbaut.